# Sphaerodothis raoi
Sphaerodothis raoi är en svampart som beskrevs av A. Pande 1975. Sphaerodothis raoi ingår i släktet Sphaerodothis och familjen Phyllachoraceae.   Inga underarter finns listade i Catalogue of Life.